# ماريا أنطونيا فرناندا من إسبانيا
ماريا أنطونيا فرناندا من إسبانيا (بالفرنسية: Marie Antoinette d'Espagne)‏ (17 نوفمبر 1729 - 19 سبتمبر 1785) هي ابنة الصغرى لـ فيليب الخامس ملك إسبانيا وزوجته الثانية إليزابيث فارنيزي من بارما، أصبحت ملكة سردينيا القرينة بزواجها من فيتوريو أميديو الثالث.